# جمشید شیبانی
جمشید شیبانی (۶ خرداد ١٣٠١ – ۱۲ تیر ۱۳۸۸ در لس آنجلس، کالیفرنیا) آهنگساز، کارگردان، تهیه‌کننده، خواننده و ترانه‌سرای موسیقی پاپ و تلفیقی ایران بود. ترانهٔ «سیمین بری» یکی از ترانه‌های معروف وی است.

## زندگی
جمشید شیبانی در سال ۱۳۰۱ در تهران و در خانواده‌ای هنرمند به دنیا آمد. او نوهٔ دختری میرزا عبدالله، پدر موسیقی ایران است و پدرش عنایت‌الله خان شیبانی از پیشگامان هنر نمایش در ایران به‌شمار می‌رود. وی پسرخاله هوشنگ سیحون دیگر نوه دختری میرزا عبدالله بود.
او دانش‌آموختهٔ به ترتیب، هنرستان هنرپیشگی تهران، تعلیم و تربیت از دانشگاه سانتامونیکا و سینما از دانشگاه کالیفرنیا است.

## فعالیت هنری
فعالیت هنری را از سال ۱۳۱۷ با پیش‌پرده‌خوانی در تئاتر نصر آغاز کرد. در سال ۱۳۱۹ همزمان با افتتاح رادیو به همکاری با آن پرداخت و با اجرای ترانهٔ «بی تو» عملاً موسیقی پاپ را در ایران بنیان نهاد. این اقدام او در ابتدا با مخالفت تعدادی از بزرگان موسیقی ایران، از جمله غلامحسین بنان مواجه شد ولی در نهایت جای خود را به‌طور کامل در موسیقی ایران باز کرد.
او سینمای حرفه‌ای را از با فیلم «غفلت» ساختهٔ علی کسمایی به عنوان بازیگر تجربه کرد. از دیگر فعالیت‌های جنبی شیبانی می‌توان به تأسیس استودیو دوبلاژ «تخت جمشید» و استودیو «ایرانا فیلم» اشاره کرد.
جمشید شیبانی در سال ۱۳۲۵ جهت ادامه تحصیلات به آمریکا رفت و در لس آنجلس، کالیفرنیا مستقر شد و ضمن تحصیل در کالج سانتا مانیکا به عنوان خبرنگار هنری، با مجلات داخل کشور از جمله تهران مصور همکاری داشت و با ستارگان معروف آن دوران هالیوود، حشر و نشر داشت و با آن‌ها گفتگوهایی انجام می‌داد که در نشریات ایران چاپ می‌شد.
در زمینه ترانه سرایی پاپ، جمشید شیبانی ترانه معروف «سیمین بر» را ساخت که در آن زمان گل کرد و هنوز هم به عنوان یکی از ترانه‌های معروف آن دوران از آن یاد می‌شود. از ترانه ها و آهنگهاى معروف او، «اصفهان» با صداى معين و «هوار هوار» با صداى فتانه را ميتوان نام برد. همچنين آهنگى به نام " آدام اند دى اپل" براى سینمای هاليوود ساخت که پخش شد.
کتاب «خاطراتی از هنرمندان» نوشته پرویز خطیبی، چاپ آمریکا، خطیبی ضمن اشاره به دورانی که جمشید شیبانی به کار خواندن پیش‌پرده‌های او در تئاترهای آن دوران لاله‌زار در تهران اشتغال داشت می‌نویسد:
«سال ۱۳۲۷، جمشید شیبانی در آمریکا به سر می‌برد، همان سال اولین صفحات سی‌وسه دور او در لس آنجلس ضبط شد که حاصل همکاری من و کریم فکور و خود او بود. پیش از آن من و حسین استوار و پرویز محمود قراردادی بسته بودیم تا در انگلستان اقدام به ضبط صفحه کنیم ولی متأسفانه بنابر دلایلی این کار انجام نگرفت. استوار با نعمت‌الله مین‌باشیان برای تهیهٔ صفحه به هندوستان رفت و من به گروه دو نفره شیبانی – فکور پیوستم.
با تمام کوششی که به عمل آمده بود تا صفحات ساخت آمریکا زودتر وارد بازار شود، این کار به خاطر مسائل مادی و معنوی به عهده تأخیر افتاد و در نتیجه استوار و مین‌باشیان، صفحات ساخت هندوستان را در دسترس علاقه‌مندان قرار دادند. بی‌مورد نیست بنویسم که من و جمشید از دوران مدرسه ابتدایی آشنا بودیم. خانه ما در لاله زار بود و خانه آن‌ها در میدان بهارستان، کوچه نظامیه. گاه‌وبیگاه من و مجید محسنی، جمشید و احمد فرنیا همراه با چند تن دیگر در خانه دوستان و آشنایان تئاتر می‌دادیم، تئاتری که بیشتر به سبک روحوضی بود و داستان مشخصی نداشت و بر طبق معمول یک ارباب و یک کاکاسیاه در آن وجود داشت یا نوکری که در مقابل آقای خانه فضولی می‌کرد. عصرها که مدرسه تعطیل می‌شد پاتوق ما سرکوچه نظامیه جلوی بستنی فروشی مشهدی مهدی بود که در مقابل پنج شاهی یک بستنی به وزن تقریباً یک چهارم پوند، توی ظرف و بالای نان می‌گذاشت و به دستمان می‌داد. وقتی هنرستان هنرپیشگی تأسیس شد و پدر جمشید، عنایت الله خان شیبانی به نظامت هنرستان انتخاب شد، جمشید و مجید محسنی به عنوان شاگردان دوره اول رسماً اسم‌نویسی کردند و یک سال بعد هر دو به خاطر استعداد فراوان موفق شدند نقش‌های نسبتاً مهمی را روی صحنه تماشاخانه تهران بازی کنند. به هر حال انتظار من و فکور برای دریافت صفحاتی که جمشید در آمریکا ضبط کرده بود مدتی مدید به طول انجامید تا بالأخره عنایت الله خان شیبانی پیغام فرستاد که صفحات رسیده‌است. برای دریافت صفحات که قرار بود از هر لحاظ بهتر و برتر از صفحات مشابه باشد یک روز عصر به خانه جمشید رفتم. من بارها به خانه او رفته بودم، حتی اگر به خاطر خود او هم نبود من به خاطر انس و الفتی که با پدرش داشتم غالباً از فرصت استفاده می‌کردم و پای سخن و ساز مردی می‌نشستم که به خاندان هنر علاقه داشت و از گذشته‌های دور و نزدیک حرف‌های جالبی می‌زد، از عارف قزوینی و علی اکبر شیدا می‌گفت و با نوای تارش بعضی از آثار این بزرگان موسیقی سنتی ایران را می‌نواخت و به راستی مرا به عالم دیگری می‌برد. وقتی وارد خانه شدم، جز عنایت الله خان کسی نبود. مثل همیشه با همان سادگی و محبت و گرمی برایم چایی آورد و چون می‌دانست که برای دیدن صفحات عجله دارم، جعبه چهارگوشی را که از پست خانه دریافت کرده بود آورد و روی میز گذاشت، بعد با لحنی جدی گفت: «من این صفحات را یک بار گوش داده‌ام، نمی‌دانم چه بگویم؟ امروزه جوان‌ها چیزهایی را می‌پسندند که هیچ شکل و شباهتی به موسیقی خودمان ندارد»
عنایت الله خان خودش در دوران جوانی چند صفحه ۷۸ دور پر کرده ولی روی صفحه فقط به ذکر حروف ع – ش اکتفا کرده بود. من یکی از صفحات آواز او را سالها پیش در خانه دوستی شنیدم و مجید محسنی هر وقت به جمشید شیبانی می‌رسید به طعنه و کنایه می‌گفت: «آقای عین-شین چطورند؟»

در خانه شیبانی بحث من و پدر جمشید بر سر این موضوع که آیا موسیقی مدرن هم در جامعه ایرانی باید راهی داشته باشد یا نه به درازا کشید، عنایت الله خان می‌گفت این راهی که شماها باز کرده‌اید موسیقی اصیل ایرانی را به خطر می‌اندازد ولی من معتقد بودم که جامعه حکم یک مغازه را دارد که باید در آن انواع و اقسام اجناس وجود داشته باشد تا هر کسی هر جنسی را دوست دارد بخرد.»
جمشید شیبانی در طول سال‌های پس از انقلاب ۱۳۵۷ در لس آنجلس زندگی می‌کرد و در این شهر ضمن دایر کردن یک استودیوی صدابرداری، انجمن موسیقی ایران را پایه‌گذاری کرد و برای خوانندگان معروفی چون ویگن ترانه ساخت. از معروف‌ترین ترانه‌های این دوران از زندگی هنری جمشید شیبانی، «اصفهان» و «خودم میام می‌برمت» با صدای معین هستند.

## فیلم‌شناسی

### کارگردان
- شورش (۱۳۶۵ - ایالات متحده)
- سه دلباخته (۱۳۵۶)
- خانم دلش موتور می خواد (۱۳۵۵)
- دختر نگو، بلا بگو (۱۳۵۴)
- پسرخوانده (۱۳۵۲)
- عشقی‌ها (۱۳۵۰)
- ملا ممد جان (۱۳۵۰)
- ساقی (۱۳۴۹)
- قانون زندگی (۱۳۴۳)
- طلای سفید (۱۳۴۱)
- مستشار جزیره (۱۳۳۵)
- برای تو (۱۳۳۴)

### نویسنده
- تلافی (۱۳۵۶)
- سه دلباخته (۱۳۵۶)
- آتش جنوب (۱۳۵۵)
- رانندهٔ سربلند (۱۳۵۵)
- عشقی‌ها (۱۳۵۰)
- ملا ممد جان (۱۳۵۰)
- ساقی (۱۳۴۹)
- قانون زندگی (۱۳۴۳)
- برای تو (۱۳۳۴)

### بازیگر
- برای تو (۱۳۳۴)

### تهیه‌کننده
| - شورش (۱۳۶۵ - ایالات متحده) - دو مرد خشن (۱۳۵۷) - نمک نشناس (۱۳۵۷) - تلافی (۱۳۵۶) - سرباز (۱۳۵۶) - سه دلباخته (۱۳۵۶) - نان و نمک (۱۳۵۶) - آتش جنوب (۱۳۵۵) - بابا گلی به جمالت (۱۳۵۵) - جایزه (۱۳۵۵) - دختر جسور و مرد انتقامجو (۱۳۵۵) - خانم دلش موتور می خواهد (۱۳۵۵) - رانندهٔ سربلند (۱۳۵۵) - سه رفیق (۱۳۵۵) - والده آقا مصطفی (۱۳۵۵) - پلنگ در شب (۱۳۵۴) - تیرانداز (۱۳۵۴) - جنجال (۱۳۵۴) - دختر نگو، بلا بگو (۱۳۵۴) - دفاع از ناموس (۱۳۵۴) - سارق (۱۳۵۴) - عبور از مرز زندگی (۱۳۵۴) - عمو فوتبالی (۱۳۵۴) | - هوس (۱۳۵۴) - ابرمرد (۱۳۵۳) - پری خوشگله (۱۳۵۳) - جوجه فکلی (۱۳۵۳) - صلات ظهر (۱۳۵۳) - قفس (۱۳۵۳) - گلنسا در پاریس (۱۳۵۳) - میرم بابا بخرم (۱۳۵۳) - یاور (۱۳۵۳) - بی حجاب (۱۳۵۲) - بیقرار (۱۳۵۲) - بیگانه (۱۳۵۲) - پسرخوانده (۱۳۵۲) - عطش (۱۳۵۱) - عشقی‌ها (۱۳۵۰) - ملا ممد جان (۱۳۵۰) - قانون زندگی (۱۳۴۳) - طلای سفید (۱۳۴۱) - مستشار جزیره (۱۳۳۵) - برای تو (۱۳۳۴) |

### نوازنده
- ملا ممد جان (۱۳۵۰)
- طلای سفید (۱۳۴۱)

## ترانه «سیمین بری»
- نام : سیمین بری در یوتیوب
- هنرمند : جمشید شیبانی
- مایه : بیات اصفهان
- ترانه‌سرا : ابراهیم صفایی
- آهنگساز : جمشید شیبانی

| سیمین بری گل پیکری آری   |  | از ماه و گل زیباتری آری  |
| همچون پری افسونگری آری   |  |                          |
| دیوانهٔ رویت منم          |  | چه خواهی دگر ازمن        |
| سرگشتهٔ کویت منم          |  | نداری خبر از من          |
| هرشب که مه درآسمان       |  | گردد عیان دامن کشان      |
| گویم به او راز نهان      |  |                          |
| که با من چه‌ها کردی       |  | به جانم جفا کردی (۲)     |
| هم جان و هم جانانه‌ای اما |  | در دلبری افسانه‌ای اما    |
| اما ز من بیگانه‌ای اما    |  |                          |
| آزرده‌ام خواهی چرا        |  | تو ای نو گل زیبا         |
| افسرده‌ام خواهی چرا       |  | تو ای آفت دلها           |
| عاشق کشی شوخی فسون کاری  |  | شیرین لبی اما دل آزاری   |
| با ما سر جور و جفا داری  |  |                          |
| می‌سوزم از هجران تو       |  | نترسی ز آه من            |
| دست من و دامان تو        |  | چه باشد گناه من          |
| دارم ز تو نامهربان       |  | شوقی به دل شوری به جان   |
| می‌سوزم از سوز نهان       |  |                          |
| زجانم چه می‌خواهی         |  | نگاهی به من گاهی         |
| یارب برس امشب به فریادم  |  | بستان ازآن نامهربان دادم |
| بیداد او برکنده بنیادم   |  |                          |
| گو ماه من از آسمان       |  | دمی چهره بنماید          |
| تا شاهد امید من          |  | ز رُخ پرده بگشاید         |

## ترانه‌شناسی
| نام ترانه           | خواننده      | ترانه‌سرا        | آهنگساز         | تنظیم             |
| ------------------- | ------------ | --------------- | --------------- | ----------------- |
| بی تو               | جمشید شیبانی | نعمت مین باشیان | نعمت مین باشیان | جمشید شیبانی      |
| مهر من              | جمشید شیبانی | نعمت مین باشیان | نعمت مین باشیان | جمشید شیبانی      |
| دلبر نیکو           | جمشید شیبانی | نعمت مین باشیان | نعمت مین باشیان | واهیک             |
| افسانه وفا          | جمشید شیبانی | کریم فکور       | جمشید شیبانی    | واهیک             |
| نازنین              | جمشید شیبانی | کریم فکور       | جمشید شیبانی    | واهیک             |
| گل فروش             | جمشید شیبانی | شهریار          | جمشید شیبانی    | واهیک             |
| کاروان              | جمشید شیبانی | سعدی            | جمشید شیبانی    | واهیک             |
| پسرم                | جمشید شیبانی | پرویز خطیبی     | جمشید شیبانی    | واهان اسکندریان   |
| دخترم پریسا         | جمشید شیبانی | جمشید شیبانی    | جمشید شیبانی    | واهان اسکندریان   |
| گردش صحرا           | جمشید شیبانی | عماد خراسانی    | جمشید شیبانی    | جمشید شیبانی      |
| سیمین بری           | جمشید شیبانی | ابراهیم صفایی   | جمشید شیبانی    | ناصر زرآبادی      |
| سیمین بری           | ستار         | ابراهیم صفایی   | جمشید شیبانی    |                   |
| سیمین بری           | شاهرخ        | ابراهیم صفایی   | جمشید شیبانی    |                   |
| سری بالا کن         | الهه         | کریم فکور       | جمشید شیبانی    |                   |
| زیبا                | الهه         | کریم فکور       | جمشید شیبانی    |                   |
| دوست دارم خنده هاتو | ویگن         | جمشید شیبانی    | جمشید شیبانی    | مهداد زندکریمی    |
| یکتا                | ویگن         | خروش            | جمشید شیبانی    | مهداد زندکریمی    |
| چه دلبری            | ویگن         | خروش            | جمشید شیبانی    | منوچهر رستگارنژاد |
| ساغر هستی           | هایده        | هما میرافشار    | جمشید شیبانی    | شهداد روحانی      |
| وفای دل             | هایده        | هما میرافشار    | جمشید شیبانی    | بهروز پناهی       |
| پیمانه              | مهستی        | هما میرافشار    | جمشید شیبانی    | کاظم رزازان       |
| آیینه شکسته         | مهستی        | هدیه            | جمشید شیبانی    | بهروز پناهی       |
| بگذر                | مهستی        | پرویز خطیبی     | جمشید شیبانی    | بهروز پناهی       |
| یک دل و این همه غم  | مهستی        | جمشید شیبانی    | جمشید شیبانی    | محمد مقدم         |
| دل بلا              | معین         | عماد خراسانی    | جمشید شیبانی    | بیژن قادری        |
| اصفهان              | معین         | جمشید شیبانی    | جمشید شیبانی    | مهداد زندکریمی    |
| قسم به عشق          | معین         | شهره نظر        | جمشید شیبانی    | کاظم رزازان       |
| شاه دخترون          | معین         | جمشید شیبانی    | جمشید شیبانی    | بهروز پناهی       |
| خودم میام میبرمت    | معین         | جمشید شیبانی    | معین            | بیژن مرتضوی       |
| هوار هوار           | فتانه        | جمشید شیبانی    | جمشید شیبانی    | کاظم رزازان       |
| ساقی                | فتانه        | جمشید شیبانی    | جمشید شیبانی    | نوید نحوی         |
| گناه                | فتانه        | جمشید شیبانی    | جمشید شیبانی    | کوروس شاهمیری     |
| اشک                 | فتانه        | جمشید شیبانی    | جمشید شیبانی    | بهروز پناهی       |
| پر کشیده            | فتانه        | جمشید شیبانی    | جمشید شیبانی    | منوچهر چشم‌آذر     |
| سنگ                 | فتانه        | جمشید شیبانی    | جمشید شیبانی    | منوچهر چشم‌آذر     |
| عروس                | فتانه        | جمشید شیبانی    | جمشید شیبانی    | فریدون حیدرنیا    |
| چه کنم چیکار کنم    | فتانه        | جمشید شیبانی    | جمشید شیبانی    | کاظم عالمی        |
| عاطفه               | فتانه        | دکتر نیرسینا    | جمشید شیبانی    | کوروس شاهمیری     |
| وقتی عاشق میشی      | فتانه        | هدی             | جمشید شیبانی    | کاظم رزازان       |
| بهار                | فتانه        | هدی             | جمشید شیبانی    | منوچهر رستگارنژاد |
| نفرین               | فتانه        | جمشید شیبانی    | جمشید شیبانی    | منوچهر رستگارنژاد |
| دوستت دارم همیشه    | فتانه        | جمشید شیبانی    | جمشید شیبانی    |                   |
| همچو گل‌ها           | فتانه        | سیروس علی‌آبادی  | جمشید شیبانی    |                   |
| شب شب               | فتانه        | سیروس علی‌آبادی  | جمشید شیبانی    |                   |
| قناری‌ها             | فتانه        | جمشید شیبانی    | جمشید شیبانی    |                   |
| بگو مگو             | فائزه        | جمشید شیبانی    | جمشید شیبانی    | مهداد زندکریمی    |
| مرغ دل              | فائزه        | خروش            | جمشید شیبانی    | منوچهر رستگارنژاد |
| آذربایجان           | فائزه        | شهریار          | جمشید شیبانی    | آرمن آهارونیان    |
| باز آمدم            | فائزه        | هما میرافشار    | جمشید شیبانی    | محمد مقدم         |
| طلوع خورشید         | شیفته        | امیر            | جمشید شیبانی    | واهیک اسکندری     |
| دلباخته             | احمد آزاد    | مهین عمید       | جمشید شیبانی    | واهیک اسکندری     |
| ای یار ای یار       | احمد آزاد    | جمشید شیبانی    | جمشید شیبانی    | واهیک اسکندری     |
| ببین چه کردی        | احمد آزاد    | ناصر شریعتی     | جمشید شیبانی    | واهیک اسکندری     |
| دختر شرقی           | احمد آزاد    | بیژن سمندر      | جمشید شیبانی    | سیروس علی‌آبادی    |
| عاشقم کن            | بهرام فروهر  | شهره نظر        | جمشید شیبانی    | کاظم رزازان       |